# 円覚寺址十層石塔
円覚寺址十層石塔（えんかくじし じっそうせきとう）は、大韓民国ソウル特別市鍾路区のタプコル公園にある朝鮮王朝時代の石塔。1962年12月20日、韓国の国宝第2号に指定された。

## 歴史

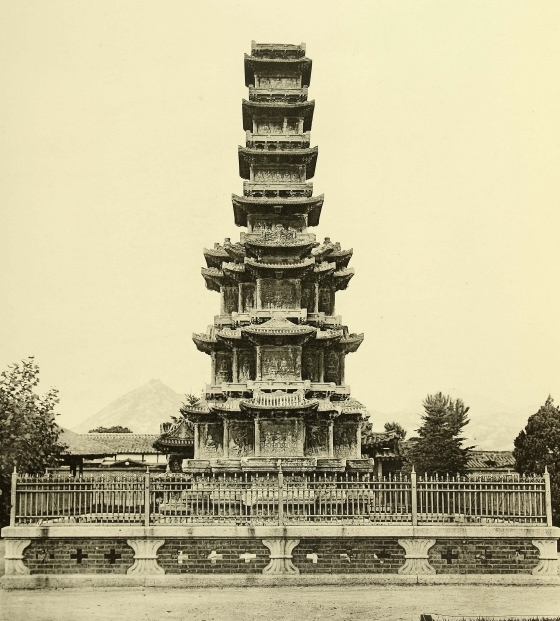
朝鮮総督府の発行した『朝鮮古蹟図譜』 13巻より。1947年に上部の三層が復元される前の十層石塔

1467年（世祖13年）に築かれたことが、塔の上部の銘からわかる。大理石製で高さは12m。3層の基壇と10層の塔身を持ち、塔身には人物や草花、龍や獅子などの文様が陽刻されている。上部3層は崩れていたため長らく下されていたが、1947年に原状に復旧された。表面の損傷が激しくなったため、2000年にはガラスケースを設置している。
この付近にはかつて、高麗時代以来の古刹であった興福寺という寺があり、李氏朝鮮を建てた太祖李成桂の代には曹渓宗の本山とされたが、後に仏教抑圧政策で荒廃した。第7代国王の世祖は1464年、自らの犯してきた殺生を悔いるために興福寺を円覚寺と改称して拡大し、多くの堂宇や門、大蔵経殿、そして現在も残る十層石塔を建てた。
しかし1504年、仏教排斥に熱心だった第10代国王燕山君は円覚寺を廃止し、翌年には寺の建物に音楽を管轄する掌楽院を移転させ、妓生も置いて王の享楽の場へと変えてしまった。以後、仏教寺院再興の機会は朝臣や儒士らの反対で頓挫した。中宗の代の1514年ごろにはまだ建物の多くが残っていたとされるが、1519年には大部分が消え失せており、十層石塔のみが残った。市内からよく見えるこの石塔の周囲が後にタプコル公園となっている。